# 비벌리 댄절로
베벌리 디앤절로(Beverly D'Angelo, 영어 발음: /diˈændʒəloʊ/, 1951년 11월 15일 ~ )는 미국의 배우이다.

## 출연 작품
- 컬러풀 디자이어 (2018)
- 침대 아래 스토커 (2017)
- 폐쇄도시 첼랴빈스크-40 (2016)
- 드림랜드 (2016)
- 쉐비 (2015)
- 베케이션 (2015)
- 올 아메리칸 크리스마스 캐롤 (2013)
- 바운티 킬러 (2013)
- 아이 하트 샤키 (2012)
- 에이프릴 86 (2010)
- 스쿠비 두! 미스테리 인코퍼레이트 (2010)
- 블랙 워터 트랜싯 (2009)
- 테라 3D: 인류 최후의 전쟁 (2009)
- 파티지아노 (2008)
- 해롤드와 쿠마 2 - 관티나모로부터의 탈출 (2008)
- 하우스 버니 (2008)
- 게임 오브 라이프 (2007)
- 게이머스 (2006)
- 헤어 하이 (2004)
- 디 아더 사이드 (2001)
- 썸머 캐치 (2001)
- 슈가 타운 (1999)
- 랜스키 (1999)
- 이혼: 현대의 서부 (1998)
- 위드 프렌즈 라이크 디즈 (1998)
- 일루미나타 (1998)
- 아메리칸 히스토리 X (1998)
- 어디에도 없는 영화 (1997)
- 휴가 대소동 - 라스베가스 (1997)
- 러브 올웨이스 (1996)
- 아이 포 아이 (1996)
- 라이트닝 잭 (1994)
- 위도우 키스 (1994)
- 욕망의 덫 (1992)
- 맨 트러블 (1992)
- 론리 하트 (1991)
- 두번째 이별 (1991)
- 암호명 콜드 프론트 (1989)
- 크리스마스 대소동 (1989)
- 유령 호텔 (1988)
- 지구에 떨어진 사나이 (1987)
- 인 더 무드 (1987)
- 아리아(영어판) (1987)
- 말광량이 철들이기 (1987)
- 빅 트러블 (1986)
- 휴가 대소동 - 유럽 (1985)
- 욕망이라는 이름의 전차 (1984)
- 휴가 대소동 (1983)
- 하이포인트 (1982, Highpoint)
- 홍키 통키 프리웨이 (1981, Honky Tonk Freeway)
- 광부의 딸 (1980)
- 헤어 (1979)
- 더티 파이터 2 (1978)
- 애니 홀 (1977)
- 노바 (1974)

### 텔레비전
- 심슨 가족 (1992, 2008) - 목소리
- 안투라지 (2005-11)
- 성범죄수사대: SVU (2022)